# Gauntlet Enterprises
Gauntlet Enterprises ist ein Geschäft für Körperschmuck und zugehöriger Ausrüstung mit Filialen in San Francisco, New York City und Seattle sowie einem Franchisegeschäft in Paris. Es gilt als erstes Unternehmen dieser Art und als trendsetzend im Bereich Piercing.

## Geschichte
The Gauntlet wurde im November 1975 von Jim Ward gegründet, der sich von seinem Freund Doug Malloy dazu inspirieren ließ. Der ursprüngliche Standort befand sich in Wards Privathaus in West Hollywood. Der erste kommerziell betriebene Laden wurde am 17. November 1978 am Santa Monica Blvd. 8720 in West Hollywood eröffnet.
Die Kundschaft des Gauntlet stammte in erster Linie aus den Homosexuellen- und BDSM-Communitys. Gauntlet wurde bekannt wegen moderner Piercings und erweiterte damit seinen Kundenstamm. Zeitweise gehörte Gauntlet ein Versandhandel für Piercingschmuck an. Schmuck wurde zudem auch in eigener Produktion gefertigt und die Fertigungsverfahren später an andere Unternehmen vergeben. Ward und sein Team entwickelten mehrere Schmuckvariationen, die teilweise noch heute verbreitet sind. In Zusammenarbeit mit den Tätowierern Horst Streckenbach und Manfred Kohrs entstand beispielsweise das Barbell.
The Gauntlet veröffentlichte ab 1977 eine Zeitschrift namens Piercing-Fans Internationale Quarterly. Ursprünglich eine meist schwarz-weiße Broschüre, entwickelte sich PFIQ zu einem Vollfarbmagazin mit Fotos, Kunst, Geschichten und Tipps zu Piercings. Während seiner Jahre der Veröffentlichung war PFIQ die Hauptquelle für Informationen über Piercings.
Aufgrund von Missmanagement musste Gauntlet Enterprises im Jahr 1998 Konkurs anmelden.

## Master-Piercer
Ab 1992 erhielten mehrere Piercer die Zertifizierung zum Senior- und Master-Piercer. Viele dieser Personen wurden im Bereich des Piercings einflussreich und trainierten spätere Generationen von Piercern.
- Elayne Angel – die erste Person, die als Master Piercer zertifiziert wurde.
- Michaela Grey – Leiterin des Gauntlet Piercing Seminars und spätere Gründerin der Association of Professional Piercers.
- Dan Kopka – bildete viele der Piercer aus, die im Gauntlet New York City Studio arbeiteten.
- Mark Seitchik – langjähriger Piercer im Gauntlet San Francisco Studio und später Manager im New Yorker Studio.
- Paul King – Langjähriger Piercer im Gauntlet in San Francisco und Los Angeles und später Besitzer von Cold Steel America, einem Piercing-Studio in San Francisco.